# Castellcir
Castellcir település Spanyolországban, Barcelona tartományban. Lakosainak száma 784 fő (2024).

## Földrajza
Castellcir Balenyà, Moià, Castellterçol, Monistrol de Calders, Collsuspina, Centelles, Sant Martí de Centelles és Sant Quirze Safaja községekkel határos.

## Népesség
A település lakosságának változását az alábbi diagram mutatja:
| Lakosok száma | 113  | 228  | 293  | 268  | 211  | 500  | 628  | 718  | 752  | 784  |
|               | 1717 | 1887 | 1936 | 1960 | 1986 | 2004 | 2009 | 2014 | 2019 | 2024 |